# Inka-Steinbuntbarsch
Der Inka-Steinbuntbarsch (Tahuantinsuyoa macantzatza) ist ein Süßwasserfisch aus der Familie der Cichlidae. Das Artepitheton wurde der Sprache der dort lebenden Shipibo-Conibo entlehnt (macan = „Stein“, tzatza = „Fisch“) und spielt auf seinen Lebensraum an kiesigen und steinigen Flussabschnitten im Einzugsgebiet des Río Aguaytía, einem Nebenfluss des Río Ucayali in Ost-Peru, an. Das Wasser an der Typlokalität hat eine Temperatur von 26 bis 27,6 °C, einen pH-Wert von 6,3 bis 7,7, eine Leitfähigkeit von 48 bis 52 μS und eine Gesamthärte von 2 bis 2,5 ° dGH. Außerdem wurde die Fischart im Río Negro und in der Quebrada Huipoca gefunden.

## Merkmale
Der Inka-Steinbuntbarsch wird ca. 12 Zentimeter groß, Weibchen bleiben kleiner. Beide Geschlechter besitzen eine ähnliche Färbung. 
Bisher ist nur eine einzige weitere Art der Gattung Tahuantinsuyoa bekannt. Es handelt sich um den ebenfalls von Sven Oscar Kullander beschriebenen Buntbarsch Tahuantinsuyoa chipi aus dem Einzugsgebiet des Río Pachitea in Peru.

## Lebensweise
Bei Tahuantinsuyoa macantzatza handelt es sich um einen larvophilen, biparentalen Maulbrüter. Sie laichen auf kleinen Steinen, Blättern und Holzstückchen ab, welche umgedreht und von den Eltern bewacht werden. Nach dem Schlupf werden die Jungfische von dem Männchen oder Weibchen ins Maul genommen. Die Eltern wechseln sich beim Maulbrüten ab. Wenn keine Gefahr droht, werden die Jungfische aus dem Maul gelassen und bei Gefahr wieder eingesammelt. 

## Haltung
Diese Süßwasserzierfische werden in Aquarien ab 160 Liter bei einem neutralen oder leicht sauren pH-Wert und einer Temperatur von 24 bis 29 Grad Celsius gepflegt. Die Jungfische lassen sich leicht mit Artemia salina großziehen.